# قرار مجلس الأمن التابع للأمم المتحدة رقم 1374
قرار مجلس الأمن التابع للأمم المتحدة رقم 1374، المتخذ بالإجماع في 19 تشرين الأول / أكتوبر 2001، بعد إعادة التأكيد على القرار 864 (1993) وجميع القرارات اللاحقة بشأن أنغولا، ولا سيما القرارات 1127 (1997)، 1173 (1998)، 1237 (1999)، 1295 (2000)، القرار 1336 (2001) و 1348 (2001)، مدد المجلس آلية مراقبة العقوبات المفروضة على يونيتا لمدة ستة أشهر أخرى حتى 19 أبريل 2002.
وأعرب مجلس الأمن عن قلقه من آثار الحرب الأهلية على الوضع الإنساني، مؤكدا أن الوضع لا يزال يشكل تهديدا للسلم والأمن الدوليين. كما أعلن أن آلية المراقبة ستكون قائمة طالما كان ذلك ضروريا. وبموجب الفصل السابع من ميثاق الأمم المتحدة، مدد المجلس آلية المراقبة لفترة إضافية مدتها ستة أشهر وطلب منها تقديم تقرير دوري إلى اللجنة المنشأة بموجب القرار 864 مع تقرير نهائي بحلول 19 أبريل 2002. كما صدرت تعليمات للجنة بإجراء استعراض بحلول 31 كانون الأول / ديسمبر 2001 بشأن التحسينات المستقبلية لآلية الرصد.
طُلب من الأمين العام كوفي عنان تعيين أربعة خبراء للعمل في آلية المراقبة واتخاذ الترتيبات المالية لهذا الغرض. وأخيراً، تمت دعوة جميع الدول للتعاون مع الآلية خلال فترة تفويضها.

## روابط خارجية
- نص القرار في undocs.org